# Вітковиці (Лодзинське воєводство)
Вітковиці (пол. Witkowice) — село в Польщі, у гміні Бжезіни Бжезінського повіту Лодзинського воєводства.
Населення — 256 осіб (2011).
У 1975-1998 роках село належало до Скерневицького воєводства.

## Демографія
Демографічна структура станом на 31 березня 2011 року:
|          | Загалом | Допрацездатний вік | Працездатний вік | Постпрацездатний вік |
| -------- | ------- | ------------------ | ---------------- | -------------------- |
| Чоловіки | 125     | 32                 | 82               | 11                   |
| Жінки    | 131     | 28                 | 72               | 31                   |
| Разом    | 256     | 60                 | 154              | 42                   |